# Hikae Iwa
Hikae Iwa är en kulle i Antarktis. Den ligger i Östantarktis. Norge gör anspråk på området. Toppen på Hikae Iwa är 116 meter över havet.
Terrängen runt Hikae Iwa är kuperad åt sydost, men åt nordväst är den platt. Havet är nära Hikae Iwa åt nordväst.  Trakten är obefolkad. Det finns inga samhällen i närheten.